# Hemicythere palosensis
Hemicythere palosensis är en kräftdjursart som beskrevs av LeRoy 1943. Hemicythere palosensis ingår i släktet Hemicythere och familjen Hemicytheridae. Inga underarter finns listade i Catalogue of Life.